# Pietro Atazzi
Pietro Atazzi, auch Pietro Atassi, auch Peter Atazzi (* März 1786 in Rovato; † 8. März 1844 in Brescia) war ein italienischer Mediziner.

## Leben
Pietro Atazzi immatrikulierte sich zu einem Medizinstudium am Collegium Aliprandi und setzte das Studium an der Universität Brescia fort; später spezialisierte er sich noch in Pavia in der Chirurgie.
Nach Beendigung seiner Ausbildung trat er als Feldarzt in die Armee ein und diente in Deutschland als Chirurg im Krankenhaus in Bautzen; dort wurde er 1811 erster Hauptchirurg.
Er begleitete die napoleonische Armee nach Spanien und wurde nach der Kapitulation bei Almunia gefangen genommen. Nach seiner Gefangennahme, behandelte er unter anderem auch die kranken feindlichen Soldaten und erhielt von General Francisco Espoz y Mina eine Amnestie, der ihn als behandelnden Arzt behalten wollte.
Pietro Atazzi lehnte diesen Wunsch jedoch ab und kehrte nach Italien zurück und promovierte zum Dr. med. Er war Chirurg im Militärhospital S. Ambrogio (siehe auch Sant’Ambrogio) in Mailand, bis er 1844 nach Brescia ging.
Er publizierte mehrere medizinische Schriften.

## Schriften (Auswahl)
- Memoria sulle acque di Boregno e sulle malattie curate colle medesime.
- Esperienze e loro risultamenti intorno al morbo miliare. Mailand, 1844 (Digitalisat).